# Scorpio Rising
Scorpio Rising es un cortometraje experimental estadounidense de 1963 dirigido y editado por Kenneth Anger. Careciendo de diálogos, el filme trata sobre un grupo de motociclistas homosexuales nazis alistándose para una juerga nocturna. Se la considera como una de las primeras películas en tener una banda sonora compuesta por canciones de rock and roll.
Scorpio Rising se estrenó en el Gramercy Theatre de Nueva York el 29 de octubre de 1963. Se la considera como una predecesora del desarrollo del videoclip y ha influido en cineastas como Gaspar Noé, John Waters, Nicolas Winding Refn, David Lynch y Martin Scorsese, quien afirmó que "la forma en que Anger usó la música en esa filme, en una armonía tan perfectamente mágica con las imágenes, abrió mi pensamiento sobre el rol que la música podría desempeñar en las películas".
En 2022, la película fue considerada «cultural, histórica y estéticamente significativa» por la Biblioteca del Congreso de Estados Unidos y seleccionada para su preservación en el National Film Registry.

## Reparto
- Bruce Byron - Scorpio
- Johnny Sapienza	Taurus
- Nelson Leigh  - Jesucristo (metraje de archivo)
- Ernie Allo - Joker
- Frank Carifi - Leo
- Steve Crandell - Blondie
- Johnny Dodds - Kid
- Bill Dorfman - Back
- John Palone - Pinstripe
- Barry Rubin - Fall Guy

## Banda sonora
1. Ricky Nelson – "Fools Rush In (Where Angels Fear to Tread)"
2. Little Peggy March – "Wind-Up Doll"
3. The Angels – "My Boyfriend's Back"
4. Bobby Vinton – "Blue Velvet"
5. Elvis Presley – "(You're the) Devil in Disguise"
6. Ray Charles – "Hit the Road Jack"
7. Martha and the Vandellas – "(Love Is Like a) Heat Wave"
8. The Crystals – "He's a Rebel"
9. Claudine Clark – "Party Lights"
10. Kris Jensen – "Torture"
11. Gene McDaniels – "Point of No Return"
12. Little Peggy March – "I Will Follow Him"
13. The Surfaris – "Wipe Out"